# Charmes-en-l'Angle
Charmes-en-l'Angle è un comune francese di 8 abitanti situato nel dipartimento dell'Alta Marna nella regione del Grand Est.

## Società

### Evoluzione demografica
Abitanti censiti